# Pjotr Akimowitsch Dibrowa

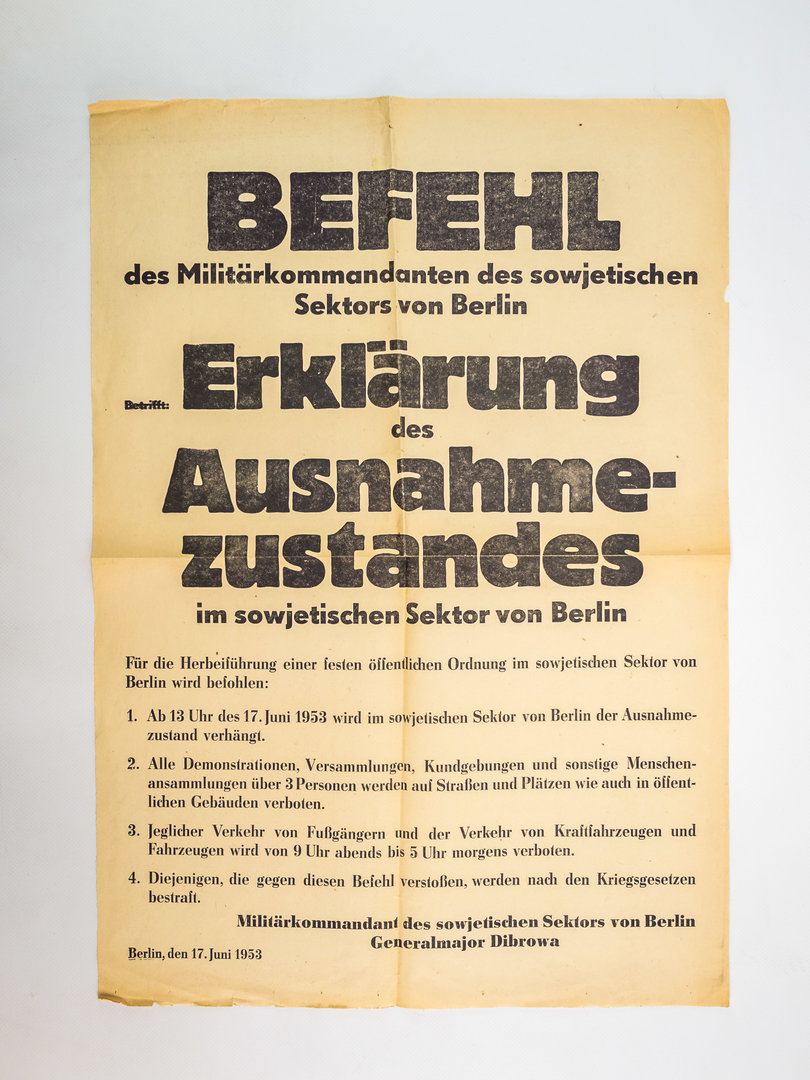
Befehl vom 17. Juni 1953

Pjotr Akimowitsch Dibrowa (russisch Пётр Акимович Диброва; * 6. September 1901 in Schamrajewka, Gouvernement Poltawa; † 30. September 1971 in Moskau) war ein sowjetischer Offizier. Von 1953 bis 1956 war er sowjetischer Stadtkommandant von Berlin.

## Leben
Er trat 1918 der Roten Armee bei und nahm am Russischen Bürgerkrieg teil. Seinen Geburtsnamen Chailo ließ er 1925 in Dibrowa ändern.
Seit Dezember 1940 war er Mitglied des Militärrates des Besonderen Baltischen Militärbezirks. Nach Beginn des Deutsch-Sowjetischen Krieges im Juni 1941 wurde dieser Sonderbezirks in Nordwestfront umbenannt. Von August bis November 1941 fungierte Dibrowa als Militärkommissar bei der 30. Irkutsker Schützendivision im Abschnitt der 9. Armee bei der Südfront. Vom 18. Dezember 1941 bis 16. Juni 1942 war er Mitglied des Militärrates der 59. Armee der Wolchow-Front und vom 17. Juni 1942 bis 5. Dezember 1942 Mitglied des Militärrates der 2. Stoßarmee, dabei nahm er an der Ljubaner Operation und beim Kampf um das Dorf Sinjawino teil.
Von Januar bis August 1943 absolvierte er den Höheren Kurs an der Woroschilow-Militärakademie. Im August 1943 wurde er zum Kommandeur der 15. Reserve-Schützenbrigade und am 9. September zum Generalmajor ernannt. Von April bis September 1944 war er Kommandeur der 145. Schützendivision, die in dieser Zeit dem 92. Schützenkorps (Generalleutnant Nikolai Ibjanski) der 1. Baltischen Front unterstellt war. Im Rahmen der Operation Bagration beteiligten sich seine Truppen im Juni und Juli 1944 an der Offensive zwischen Witebsk und Orscha, der Polozker Operation und schließlich am Vorstoß der 43. Armee auf Riga. 
Am 29. September 1944 wurde er etwa 30 Kilometer südlich von Riga bei den Kämpfen westlich von Baldone an der linken Hand schwer verwundet. Bis Mai 1946 wurde er in verschiedenen Krankenhäusern behandelt und drei Mal operiert. Von Juni 1946 bis Januar 1952 war er Leiter mehrerer Kurse an der Fakultät für Militärgeschichte der Frunse-Militärakademie.
Dibrowa war von 1953 bis 1956 sowjetischer Stadtkommandant von Berlin und verkündete beim Aufstand vom 17. Juni 1953 den Ausnahmezustand für Ost-Berlin. Danach war er Lehrer an der Frunse-Militärakademie und ging 1960 in den Ruhestand.
Pjotr Dibrowa wurde auf dem Preobraschenskoje-Friedhof in Moskau bestattet.